# آب‌انبار هفتهر
آب‌انبار روستای تاریخی هفتهر مربوط به دوره قاجار است و در شهرستان میبد، بخش ندوشن، روستای هفتهر واقع شده و این اثر در تاریخ ۲۶ اسفند ۱۳۸۶ با شمارهٔ ثبت ۲۲۱۲۰ به‌عنوان یکی از آثار ملی ایران به ثبت رسیده‌است.